# Urho Castrén
Urho Jonas Castrén (30 tháng 12 năm 1886 – 8 tháng 3 năm 1965) là thẩm phán, giữ chức Chủ tịch Toà án Hành chính Tối cao Phần Lan. Trong suốt cuộc khủng hoảng hiến pháp năm 1944, Castrén đại diện cho Đảng Liên minh Dân tộc trở thành Thủ tướng Phần Lan trong thời gian ngắn.